# Cuordipietra Famedoro
Cuordipietra Famedoro (Flintheart Glomgold) è un personaggio immaginario dei fumetti e cartoni animati Disney, ideato da Carl Barks nel 1956, anno in cui esordisce nella storia Zio Paperone e il torneo monetario.
Originario del Sudafrica, Famedoro è uno dei più grandi avversari di Paperon de' Paperoni nel campo degli affari, ossessionato dall'idea di diventare il papero più ricco del mondo. Disposto a tutto pur di sconfiggere Paperone, per molti aspetti è simile al suo acerrimo nemico. Negli Stati Uniti è diventato l'antagonista principale di Paperone, mentre in Italia ha trovato poco spazio sostituito da John D. Rockerduck.

## Storia editoriale
Sin dal suo esordio, avvenuto su Paperino e il torneo monetario (prima pubblicazione italiana: Topolino n. 152 del 1956), si dimostra un individuo privo di scrupoli, non troppo diverso da come era lo stesso Paperone degli esordi. Nella pubblicazione originale della storia, il suo nome è stato tradotto in Polidoro Orifiamma. Fa la sua seconda apparizione (sempre con Barks) tre anni dopo, su Uncle Scrooge del settembre 1959 nella storia Zio Paperone e il campionato di quattrini. Sette anni dopo, nel gennaio 1966, Carl Barks lo userà per la terza e ultima volta nella storia Zio Paperone - Tutto per la concessione, per poi recuperarlo nei suoi oli. 
Dopo Barks, i primi autori a riprendere il personaggio sono quelli italiani, che lo usano in tre storie tra il 1967 e il 1971, per poi accantonarlo in favore di John Rockerduck, non più fortunato di Cuordipietra nelle sue sfide con Paperone. In Italia, le sue prime sporadiche apparizioni sono caratterizzate da frequenti cambi di nome, principalmente per sviste dei primi traduttori delle tre storie barksiane: Polidoro Orifiamma nella prima traduzione di Paperino e il torneo monetario, Cuordipietra Famedoro (poi stabilizzatosi come quello definitivo) in Zio Paperone e il campionato di quattrini, Rupedor nella prima traduzione di Zio Paperone - Tutto per la concessione, Mac Gold in due storie di produzione italiana (Paperino e i candidati al CIAO di Martina e Carpi e la successiva Zio Paperone e la pepita astrale di Pavese e Perego). Ad aumentare la confusione, nella storia italiana del 1958 Paperino e il milione volante, sceneggiata da Guido Martina, Luciano Capitanio disegna il miliardario Pip McPiper, rivale di Paperone e uno dei paperi più ricchi del mondo, con le fattezze di Famedoro (non inserito tra i personaggi della storia da INDUCKS). Nel saggio del 1974 Introduzione a Paperino - La fenomenologia sociale nei fumetti di Carl Barks di Piero Marovelli, Elvio Paolini e Giulio Saccomano, il personaggio viene addirittura confuso con Rockerduck, benché si tratti di due personaggi distinti (compaiono entrambi nella storia italiana del 1967 Zio Paperone e il bisbilione).
Dopo una comparsata in una storia brasiliana del 1974 (Estrada de Ferro Patopolense), nel 1979 comparve per la prima volta in una storia di produzione danese edita dalla Egmont, Uncle Scrooge is Generous, sceneggiata da Tom Anderson e disegnata da Vicar. Da allora divenne un personaggio ricorrente delle storie realizzate in Danimarca, che è tuttora il paese che produce più storie con Cuordipietra, consacrandolo ad antagonista principale di Zio Paperone. Queste storie sono state ristampate in numerosi stati e anche in Italia. Negli anni successivi gli autori in forza alla Egmont realizzarono avventure di ampio respiro con il personaggio, come A Rare Berry (1979), The Cave Of The 40 Bandits (1980), The Old Shovel e The Top Treasure In Town (1981), e infine Philatelic Frenzy (1982). In particolare, in The top treasure in town (1981), sceneggiata da Tom Anderson e disegnata da Daniel Branca, vengono approfondite per la prima volta le origini del personaggio, svelando che il nonno di Cuordipietra, Cuordiroccia (Stoneheart Glomgold), proveniva dalla Scozia ma immigrò in Sud Africa.
Nel 1984 comparve per la prima volta in una storia prodotta in Olanda, tuttora la seconda nazione produttrice di storie del personaggio dopo la Danimarca. Don Rosa lo utilizza già nella sua prima storia Zio Paperone e il figlio del sole (1987), realizzando diverse storie, per lo più di produzione danese, sul personaggio. L'uso di Cuordipietra come antagonista ricorrente di Paperone (insieme ad Amelia e alla Banda Bassotti) nella serie animata DuckTales - Avventure di paperi (1987) portò a una maggiore popolarità del personaggio. Nella serie animata, ispirandosi forse alla storia The top treasure in town (1981) in cui era stato rivelato che il nonno di Cuordipietra fosse uno scozzese immigrato in Sud Africa, viene reso uno scozzese a tutti gli effetti. La serie televisiva influenzò anche i fumetti, portando alla realizzazione di storie in cui Famedoro sfoggia un look scozzese, tra cui la saga I paperi di Paperopoli alla conquista del mitico ticket, scritta e disegnata da Romano Scarpa nel 1992: in questa avventura al soldo di Cuordipietra c'è la Banda Bassotti. In una storia di Vicar, che pure condivide la versione che lo vuole residente in Sudafrica, viene rivelata una sua lontana parentela con Paperon de Paperoni, e dunque una sua lontana origine scozzese, nel tentativo forse di conciliare le due versioni del personaggio.
In Italia ritorna nel 2013, su Topolino n. 2985 in Zio Paperone e l'ultima avventura scritta da Francesco Artibani e disegnata da Alessandro Perina. Nel numero 3141 di Topolino, del 2016, riappare nella storia Zio Paperone e la monetona nella terra dei talpuri, scritta da Sio e disegnata da Stefano Intini, poi riappare ancora nel sequel di Zio Paperone e l'Ultima Avventura, Zio Paperone e il segreto di Cuordipietra nel 2017, su Topolino n. 3230, scritta da Francesco Artibani e disegnata da Alessandro Perina.

## Caratteristiche
Cuordipietra è un papero con barba e dei capelli bianchi molto folti. Nella maggior parte delle storie veste con una giacca nera (o alle volte blu) e un foulard (di vari colori). Il cappello è un tam o' shanter e può essere nero oppure verde. Anche Famedoro come Paperone porta le ghette ed un bastone (solo di forma diversa). Alle volte, principalmente nelle storie basate sulla serie televisiva DuckTales - Avventure di paperi o sul suo reboot, Famedoro sfoggia un look scozzese, poi abbandonato, salvo qualche rara eccezione, con l'avvento di Don Rosa. Vive in un deposito in Sudafrica nella valle del Limpopo, praticamente identico a quello di Zio Paperone tranne per il fatto che sulla facciata principale dell'edificio non campeggia il simbolo del dollaro bensì quello della sterlina. Anche lui possiede il cannone davanti all'ufficio e il suo primo diamante in una teca (mentre Zio Paperone custodisce al sicuro la numero uno). A differenza di Paperone, che ha costruito la sua fortuna sull'onestà e il duro lavoro, Famedoro si è fatto strada con metodi poco leciti, arrivando ad essere uno dei paperi più ricchi del mondo. Nella storia Zio Paperone e l'ultima avventura si evidenzia la differenza tra Rockerduck e Famedoro: mentre Rockerduck vuole solo sconfiggere Paperone nel campo degli affari, Famedoro vuole vederlo in ginocchio (o eliminarlo fisicamente), risultando così malvagio che persino Rockerduck arriva ad averne paura.
La famiglia di Cuordipietra raramente è stata approfondita, ma nella storia danese del 2015 Cuordipietra e l'eredità dei Famedoro (The Golmgold Heritage, pubblicata in Italia su Almanacco Topolino n. 9 del 2022, sceneggiata da Lars Jensen e disegnata da Marco Rota) viene ripresa la lontana origine scozzese già accennata in precedenti storie danesi. Attraverso un album di foto viene ripreso il nonno Cuordiroccia (nativo di Glasgow, poi immigrato in Sudafrica), apparso per la prima volta in Zio Paperone e il preziosissimo prezioso (The Top Treasure In Town, pubblicata in Italia nel 1982 sui numeri 74-76 di Paperino) e viene introdotto per la prima volta il padre Cuordimattone. Il ricorso di Cuordipietra a tattiche losche (presentato come il suo modo di essere "il più duro dei duri e il più furbo dei furbi") viene fatto risalire alle ingiustizie subite dai suoi avi. La storia riprende anche la figura della la madre di Cuordipietra (precedentemente accennata da Barks in Zio Paperone e il campionato dei quattirni), una papera buona e onesta, a cui il miliardario era molto legato che non avrebbe mai approvato la condotta del figlio. Nel finale della storia Cuordipietra (consapevole di ciò) si ripromette che (dopo che avrà superato Paperone, vendicando così i torti dei suoi avi) di iniziare una vita onesta. A Jensen si deve anche la creazione di un nipote di Famedoro nel 2006 in occasione della storia Happy Birthday, Flintheart Glomgold, tale Testavuota Ciondoloni (Slackjaw Snorehead).

## Le sfide tra Paperone e Cuordipietra

Cuordipietra e Paperone disegnati da Alessandro Perina sulla copertina di Topolino n. 3230

### Saga di Paperon de Paperoni
A differenza di Paperone non è stata creata una biografia su Famedoro, di lui si sa soltanto che presumibilmente ha fatto fortuna grazie al ritrovamento di diamanti in Sudafrica e con attività al limite della legalità; originariamente, come raccontato in Il terrore del Transvaal è un boero sudafricano di modeste origini. Nel 1886, quando incontra per la prima volta Paperone che si era recato nel Transvaal per la corsa all'oro, è un povero cercatore che si barcamena tra furtarelli di diamanti verso i colleghi minatori, ma viene scoperto e legato sul dorso di un bufalo; sarà proprio il giovane Paperone a salvare il suo futuro rivale, e va ricordato che i due paperi non si presentano, per questo quando si rincontreranno anni dopo da miliardari non si riconosceranno. Inizialmente amici, Paperone coglie la vera natura del boero quando questi lo abbandona in mezzo alla savana portandosi via il suo carro; quindi, giunto a Johannesburg in groppa a un leone, lo rintraccia e lo fa rinchiudere in prigione. Questa esperienza sembra aver segnato profondamente Famedoro, inizialmente semplice truffatore e ladruncolo da poco, visto che Paperone lo umiliò dinanzi a tutti cospargendolo di piume e melassa per poi costringerlo a danzare sotto una pioggia di proiettili: invece di trarne insegnamento per migliorare la sua condotta, egli giurò a Paperone che avrebbe proseguito le sue ruberie fino a diventare "qualcuno in grado di mangiare i piccoli nessuno come lui", in una spirale di odio e vendetta mai sopita. Per quanto riguarda Paperone, l'esperienza in Sudafrica contribuì, tra le altre, a "indurirlo" e a fargli perdere la fiducia verso il prossimo; successivamente, Paperone cederà anch'egli almeno una volta alla tentazione di sconfinare nell'illegalità, quando, ne Il cuore dell'impero, si approprierà di un terreno in Africa dopo aver ingannato lo stregone di un villaggio e terrorizzato gli indigeni, semplicemente perché, attraversando un periodo di particolare disillusione, si lamentava del fatto che tutti sembrassero arricchirsi facilmente con l'inganno e non avesse senso che solo a lui questa via rimanesse preclusa; la sua coscienza però gli "chiederà il conto".

### Nelle storie di Barks
Nella sua prima apparizione (Zio Paperone e il torneo monetario del 1956) Cuordipietra Famedoro è un ricco magnate che possiede la stessa quantità di monete d'oro, di diamanti e di terreni di Paperone, e si è autoproclamato "il papero più ricco del mondo" su tutti i giornali dopo aver superato la vetta dell'obsquatumatilione; Paperone decide di fargli visita in Sudafrica per verificare che possegga effettivamente tutte le ricchezze di cui parla, e dopo che i due hanno confrontato i propri patrimoni sotto ogni aspetto, trovandosi sempre beffardamente "alla pari", dirimeranno la questione srotolando nella savana africana i grossi gomitoli che entrambi hanno formato risparmiando lo spago. Cuordipietra, ancorché sleale e misantropo, viene qui descritto come una sorta di alter-ego di Paperone: essi hanno le stesse abitudini, gli stessi possedimenti, persino lo stesso vestiario, come condannati ad assomigliarsi in tutto; Barks fa arridere la vittoria a Paperone per "premiarlo" di non aver giocato sporco, ma anch'egli viene complessivamente ritratto come un "avido accumulatore di denaro" senza distinzione con il suo rivale. Nella sua seconda apparizione (Zio Paperone e il campionato di quattrini del 1959), è Famedoro a recarsi a Paperopoli per sfidare nuovamente Paperone (che non si ricordava nemmeno la sua faccia). Poco a poco si viene a scoprire che Cuordipì (Flinty) ha pianificato lo scontro da molto tempo, facendo in modo di danneggiare economicamente Paperone nei mesi precedenti imbrogliandolo con affari fallimentari. I due comunque si cimentano nel "folle" proposito di vendere tutte le loro proprietà e ricavarne monete d'argento, in modo poi da ammucchiarle per vedere chi forma la pila più alta. Anche durante il confronto finale, Cuordipietra continua a giocare sporco, fino a tentare di miniaturizzare il denaro di Paperone grazie a un liquido magico fornitogli da uno stregone. Da questa vicenda Paperone emerge nuovamente come vincitore morale, e i due fantastiliardari sono ora contrapposti da un'attitudine radicalmente diversa: mentre Paperone conduce una vita abbastanza tranquilla ed è relativamente felice di ciò che ha, Famedoro non ha mai dimenticato la precedente sconfitta e, come dice lui stesso, ha persino "deluso tutte le aspettative della madre diventando un furfante" pur di raggiungere lo status di più ricco del mondo.

### In Italia
Il personaggio ritorna sulle pagine italiane in grande stile come antagonista nel 2013 su Topolino n.2985, nella storia di quattro puntate Zio Paperone e l'ultima avventura; elabora un astuto piano per rovinare Paperon de' Paperoni, alleandosi con Rockerduck, Amelia e la Banda Bassotti. Similmente a Rockerduck, Famedoro usa mezzi scorretti per raggiungere i propri scopi, ma a differenza di questi si dimostra persino capace di uccidere (come ha provato a fare con gli stessi Bassotti quando questi minacciavano lui e Rockerduck di confessare alla polizia il loro accordo). Rockerduck col tempo comincia a provare rimorso verso Paperone per l'efficienza della loro comune vendetta, e proprio questo lo porterà a tradire Famedoro.
Cuordipetra ha poi ricoperto il ruolo di antagonista principale in altre storie quali "Zio Paperone e il segreto di Cuoridpietra" del 2017 (seguito di Zio Paperone e l'ultima avventura, degli stessi autori) oltre ad essere impiegato da Marco Gervasio come antagonista di Fantomius/Lord Quackett nella sua saga Le strabilianti imprese di Fantomius ladro gentiluomo e nel prequel Paperbridge.

## Apparizioni nei cartoni animati

### DuckTales - Avventure di paperi

Cuordipietra nella serie animata DuckTales - Avventure di paperi.

Cuordipietra appare come uno degli antagonisti principali della serie animata DuckTales - Avventure di paperi, insieme ad Amelia e Mamma Bass della Banda Bassotti. In questa serie animata il papero viene considerato a tutti gli effetti scozzese e non boero (questo cambiamento, adottato pure in passato, fu reso necessario molto probabilmente a causa del delicato assetto politico del Sudafrica ai tempi della realizzazione della serie, con lo scopo di evitare controversie riguardo l'apartheid). Quindi viene annullata tutta la biografia che autori come Carl Barks avevano costruito su questo personaggio; la saga di Don Rosa non era ancora stata pubblicata, essendo uscita la prima storia nel 1992, mentre il primo episodio di Duck Tales è del 1987.

### Darkwing Duck
Dopo DuckTales, appare in cameo nell'episodio Dalla missione alla pensione dello spin-off Darkwing Duck, insieme ad Amelia e la Banda Bassotti.

### DuckTales
Il personaggio riappare come uno degli antagonisti principali nella serie DuckTales (reboot dell'omonima serie), insieme ad Amelia, Mamma Bass della Banda Bassotti, Bradford Buzzard della F.O.W.L. e il Generale Lunaris, è doppiato in originale da Keith Ferguson e in italiano da Stefano Brusa. In questa versione il personaggio unisce alla perfidia anche una vena comica, dovuta alla passione per piani articolati e complessi, mentre fisicamente appare più corpulento rispetto ad altre versioni e la sua barba si rivela essere finta. Nel reboot il personaggio è sudafricano ed il suo vero nome è Duke Salame (Duke Baloney in originale, omaggio al personaggio del Duca di Baloney apparso nella storia Paperino e il cenone di Natale del 1953), mentre "Famedoro" è solo una falsa identità da lui creata per poter surclassare Paperone in tutto, compreso nell'essere scozzese. Le origini del suo odio per il vecchio cilindro risalgono al loro primo incontro: il giovane Duke era allora un lustrascarpe di Johannesburg, che pulì le ghette di Paperone. Rivedendosi in lui, il miliardario decise di donargli un decino americano per insegnarli il valore del credere in se stessi, ma il piccolo Duke percepì però tale gesto come una truffa, e - non visto - derubò Paperone di alcuni dollari che usò poi per costruire la sua fortuna e il personaggio di Famedoro.